# ZMAP
ZMAP（ズマップ）とは、男性4人、女性2人の声優ユニットである。

## 概要
1997年4月、文化放送が当時平日0時枠に放送していた、『Come on FUNKY Lips!』の第二部に当たる、平日深夜2時枠に放送されていた『Lips Factory』のパーソナリティとして、大月を筆頭に『機動戦艦ナデシコ』に出演していた、当該グループのメンバーが「トシandオールマイティ」としてパーソナリティを担当。
その後、番組内トークが盛り上がり、グループ名を「ZMAP」に改称し、同年10月にラジオ番組も独立番組として新たに『ZMAP＝ZMAP』として開始し、番組内でメジャーデビューを果たす。デビュー後、1998年上半期の番組終了と共にグループの活動としては終止符が打たれ、以後同じメンバーでの活動は行われていない。

## メンバー
- 大月俊倫
- 伊藤健太郎
- 置鮎龍太郎
- 真殿光昭
- 川上とも子
- 南央美

歌は大月を除いたメンバーで『ZMAP-1』（ズマップマイナスワン）としてリリース。『機動戦艦ナデシコ お洒落倶楽部』ASIN B00005F634 1曲目に収録。

## リリースCD
Forever Love (ZMAPの曲)
- 発売元 - キングレコード
- 発売日 - 1998年1月21日